# Sesto Marelli
Sesto Marelli è una stazione della linea M1 della metropolitana di Milano.

## Storia

### L'inaugurazione
La stazione fu costruita come capolinea settentrionale del tracciato da e per Lotto della linea M1 della metropolitana di Milano, entrato in servizio il 1º novembre 1964, che fu la prima tratta ad essere inaugurata della linea e di tutto il sistema della metropolitana milanese.
Nelle prime versioni del progetto la denominazione della stazione era semplicemente Marelli: tale denominazione non fu mai adottata ufficialmente, ma fino al 1986 la stazione venne chiamata così dagli utenti della rete, in quanto non erano presenti altre stazioni metropolitane nel comune di Sesto San Giovanni.

### L'attentato incendiario
Il 26 aprile 1982 la stazione fu teatro di un attentato incendiario operato da un militante del "Movimento rivoluzionario proletario offensivo", risultando gravemente danneggiata e rimanendo chiusa per i successivi cinque mesi per i necessari lavori di ricostruzione. Nei primi tempi dei lavori venne utilizzata come capolinea provvisorio la stazione di Gorla, dalla quale un convoglio navetta raggiungeva Precotto e Villa San Giovanni. In seguito i treni raggiunsero direttamente Villa San Giovanni, fino al momento in cui la ricostruzione fu terminata e Sesto Marelli riaperta. I costi di risanamento ammontarono a circa 15 miliardi di lire dell'epoca, circa 25 milioni di euro odierni.

### Il prolungamento
La stazione rimase capolinea fino al 28 settembre 1986, quando la linea venne estesa al territorio comunale di Sesto San Giovanni, con l'apertura del nuovo capolinea di Sesto 1º Maggio FS e della nuova stazione intermedia di Sesto Rondò.

## Struttura e impianti
La stazione di Sesto Marelli possiede una struttura comune a quasi tutte le altre stazioni della linea: si tratta di una stazione sotterranea a due binari, uno per ogni senso di marcia, serviti da due banchine laterali; superiormente si trova un mezzanino, contenente i tornelli d'accesso e il gabbiotto dell'agente di stazione.
Gli arredi originali della stazione sono andati persi nell'incendio del 1982. Attualmente è possibile riscontrare nei pannelli sulle pareti un'analogia stilistica con la stazione di Porta Genova FS della linea M2; dal momento che i lavori di ricostruzione di Sesto Marelli e quelli di costruzione di Porta Genova procedettero in contemporanea e vennero conclusi a tredici mesi di distanza tra loro, vennero utilizzati gli stessi elementi di arredo in entrambi i cantieri.

## Interscambi
La stazione di Sesto Marelli è servita da alcune autolinee ATM.
La linea automobilistica 81 fa capolinea presso Sesto Marelli dal 27 settembre 1976: prima di allora era operata da filobus e faceva capolinea a circa 500 metri di distanza dalla metropolitana.
- Fermata autobus

## Servizi
La stazione dispone di:
- Accessibilità per portatori di handicap
- Ascensori
- Scale mobili
- Emettitrice automatica biglietti
- Stazione videosorvegliata